# Islas Agrarias Grupo A
Islas Agrarias Grupo A, es una localidad mexicana, del municipio de Mexicali, Baja California, enclavada en la delegación González Ortega, la cual abarca una parte urbana que corresponde a la ciudad de Mexicali y otra rural, correspondiente al Valle de Mexicali. Según el censo del 2010 realizado por el INEGI, la población en aquel momento ascendía a 1979 habitantes.

## Toponimia
El nombre Islas Agrarias, es un recordatorio del movimiento agrarista del valle de Mexicali, después denominado: El Asalto a las Tierras, en el que se vieron involucrados sus fundadores, algunos de los cuales fueron arrestados y enviados a las Islas Marías en el año de 1930.

## Geografía
Islas Agrarias se encuentra en la parte rural de la delegación González Ortega, pero muy cerca de conurbarse con Mexicali ya que se encuentra a menos de 600 m, a campo traviesa, de la mancha urbana o a poco más de 2 km por la carretera, a finales de la segunda década del siglo XXI. Se ubica en las coordenadas 32° 36′ 39″ de latitud norte y 115°19'54" de longitud oeste. La carretera estatal n.º 1 recorre el extremo norte del poblado, esta es una vía importante del municipio ya que comunica con Mexicali, al oeste, a corta distancia. Y hacia el este, llega en su punto extremo al poblado de Los Algodones.

## Historia
A mediados del siglo XIX existió, en la parte norte del Valle de Mexicali, una posta del Correo o diligencia Butterfield llamada: Álamo Mocho, en la vera del arroyo Álamo. Los estadounidenses algunas décadas después abrieron las tierras del ahora valle de Mexicali y utilizaron ese arroyo para construir un canal con el que irrigarían estas tierras, así como las del valle de Imperial y el de Coachella. En 1926 se formó una asociación de campesinos mexicanos, que buscaban reivindicar sus derechos sobre el suelo nacional que las compañías extranjeras les escatimaban y se denominó Álamo Mocho. En 1930 sucedió un incidente que tuvo notoriedad pública a nivel nacional y consistió en que 19 personas, la mayoría de ellas, integrantes de la citada asociación, fueron aprendidos por las autoridades locales y enviados luego a la Colonia Penal Federal Islas Marías, entre ellos una mujer, La Sra Felipa Velázquez Vda. de Arellano y cuatro de sus hijos, menores de edad. Al triunfar su movimiento agrarista en 1937, se buscó dotar de tierras a este grupo, así el 9 de marzo de 1937 el General Rodolfo Sánchez Taboada, gobernador del entonces Territorio Norte de Baja California, entregó las dotaciones ejidales a los miembros de Álamo Mocho formando con ellos dos ejidos, el Islas Agrarias Grupo A y el Islas Agrarias Grupo B.